# Ватсон, Эрнест Карлович
Эрнест Карлович Ватсон (1839, Волоколамск — 1891, Москва) — русский публицист, переводчик.

## Биография
Родился 1 (13) января 1839 года в Волоколамске, где его отец, потомок выходца из Шотландии, служил уездным лекарем. С 1848 года жил в Москве; в 1856 году с золотой медалью окончил 2-ю Московскую гимназию. В 1860 году со званием кандидата окончил историко-филологический факультет Московского университета.
По рекомендации С. М. Соловьёва преподавал историю в Первом Московском кадетском корпусе. За участие в студенческих волнениях 1861 года, когда он «позволил себе неуместные объяснения с попечителем» Московского учебного округа 13 марта 1862 года был уволен с лишением права заниматься педагогической деятельностью.
Печататься начал в «Московских ведомостях» Е. Ф. Корша с осени 1861 года. Весной 1862 года, по приглашению Н. Г. Чернышевского, написал для «Современника» статью «Прусское правительство и прусская конституция» (1862. — № 5). Осенью 1862 года переехал в Санкт-Петербург. Его политические статьи стали появляться в газете «Современное слово».
В 1863—1866 годах Ватсон был постоянным сотрудником «Современника». Также сотрудничал с журналами «Вестник Европы», «Восход», газетами «Санкт-Петербургские ведомости» (соредактор в 1869—1874 годах), «Биржевые ведомости» (затем «Молва»), «Русский еврей», «Еврейское обозрение», участвовал в историко-литературных сборниках «Еврейская библиотека».
Э. Ватсон перевёл сборник статей Георга Брандеса «Новые веяния», «Очерки современной психологии» Поля Бурже, прозаические произведения Виктора Гюго, роман «Слово» Георга Эберса и другие книги.

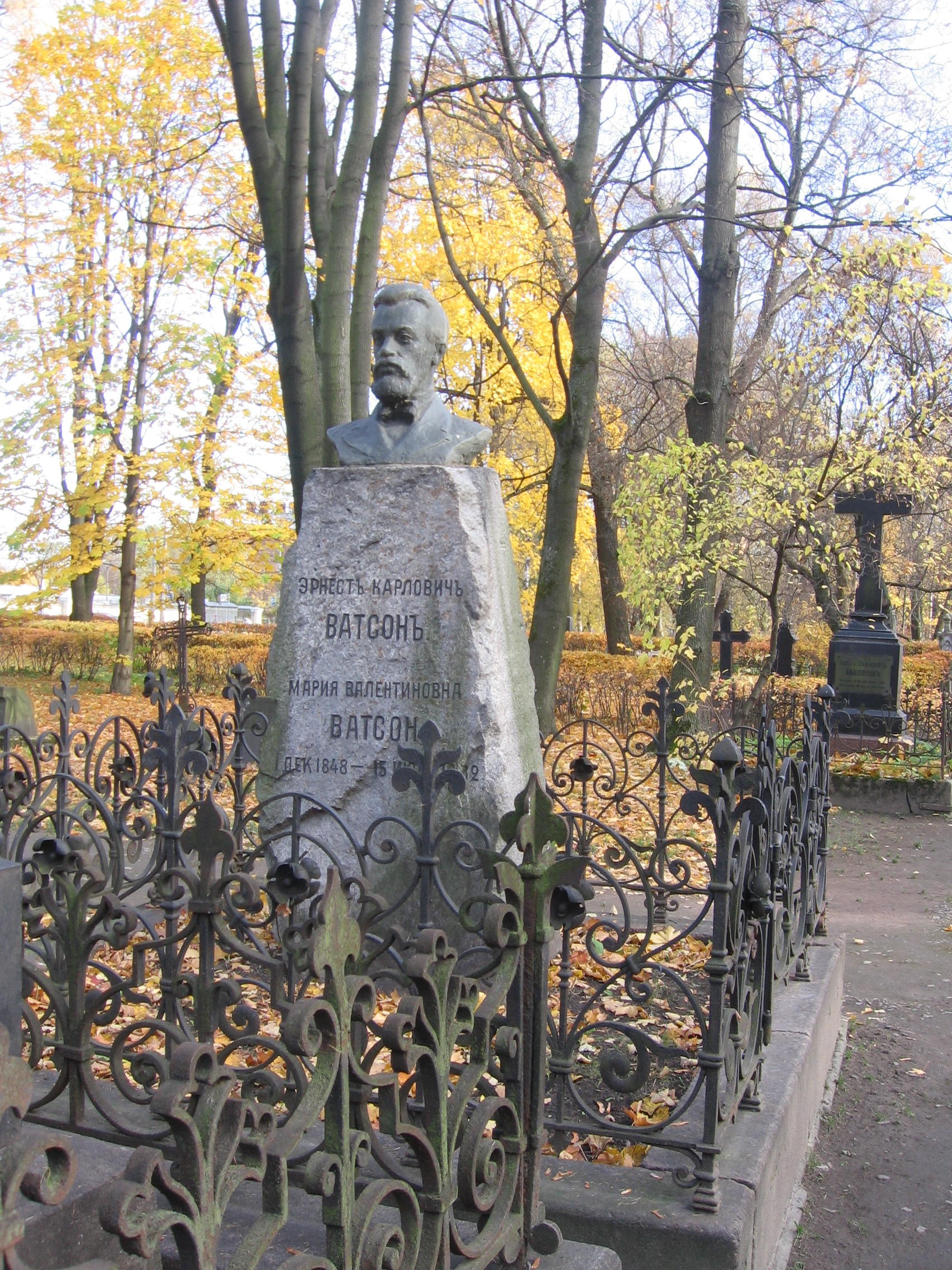
Могила Эрнста и М. Ватсон

Написал монографию «Эпилог Прусско-Французской войны» и «Обзор конституций бельгийской, голландской и пьемонтской». Для серии «Жизнь замечательных людей» Флорентия Павленкова Эрнест Ватсон написал биографию Артура Шопенгауэра (1891).
С 1874 года до своей смерти был женат на поэтессе и переводчице Марии Ватсон.
Эрнест Ватсон умер 12 мая 1891 года в Москве, похоронен на Литераторских мостках на Волковском кладбище в Санкт-Петербурге.